# Iridomyrmecin
Iridomyrmecin je organická sloučenina patřící mezi iridoidy, izolovaná z mravenců rodu Iridomyrmex.
Objevuje se též jako feromon u vos, například rodu Leptopilina, kde pach iridomyrmecin slouží hostitelům jako signál přítomnosti těchto parazitických vos.
Iridomyrmecin je také přítomný v několika rostlinách, například aktinidii stříbrné.